# Pipa (linguistica)
La pipa, pipetta o háček (ˇ, dal ceco háček, pronuncia /ˈɦaːʧεk/, "gancetto, piccolo uncino"), anche detto hatchek, caron, carone, antiflesso o circonflesso invertito, è il segno diacritico posto al di sopra di determinate lettere in alcune lingue slave, baltiche e uraliche. Compare anche in diverse ortografie della lingua friulana (non in quella ufficiale), in alcune varianti della lingua ligure, nella lingua piemontese e nella trascrizione dei dialetti abruzzesi utilizzata dal linguista Gennaro Finamore. Assomiglia a una piccola "v" e può indicare sia che la consonante è postalveolare invece di alveolare (č, š, ž, dž), sia che la consonante è palatalizzata (ď, ť, ň, ľ).

## Origine
La pipa rappresenta un'evoluzione grafica del punto sovrascritto, che fu introdotto nell'ortografia ceca (insieme con l'accento acuto) da Jan Hus nell'opera De orthographia Bohemica (1412).

## Nomi della pipa in altre lingue
- slovacco: mäkčeň (addolcitore)
- sloveno: strešica (tettuccio)
- croato e serbo: kvaka o kvačica (uncino)
- finlandese: hattu (cappello)
- estone: katurkus (tetto)
- esperanto: haĉeko